# Katherine Rawls
Katherine Louise Rawls (później Thompson i Green, ur. 14 czerwca 1917 w Nashville, zm. 8 kwietnia 1982 w Belle Glade) – amerykańska skoczkini do wody oraz pływaczka. Trzykrotna medalistka olimpijska.
Brała udział w dwóch igrzyskach olimpijskich (IO 32, IO 36), na obu zdobywała medale. W 1932, w wieku 15 lat, zajęła drugie miejsce w skokach z trzymetrowej trampoliny, przegrywając jedynie ze swoją rodaczką Georgią Coleman. W 1936 ponownie była druga (tym razem pokonała ją Marjorie Gestring), ale wystartowała również w zawodach pływackich i zajęła trzecie miejsce w sztafecie 4 × 100 metrów kraulem. Indywidualnie była na tym dystansie siódma. W obu dyscyplinach zdobyła łącznie 33 tytuły mistrzyni kraju. W 1965 została przyjęta w poczet członków International Swimming Hall of Fame.
W trakcie II wojny światowej została pilotem Women Airforce Service Pilots.